# Treis-Karden
Treis-Karden település Németországban, Rajna-vidék-Pfalz tartományban. Lakosainak száma 2187 fő (2023. december 31.). Treis-Karden Mörsdorf, Lütz és Lieg községekkel határos.

## Népesség
A település népességének változása:
| Lakosok száma | 2614 | 2228 | 2203 | 2196 | 2196 | 2156 | 2156 | 2187 |
|               | 1975 | 2014 | 2017 | 2018 | 2019 | 2021 | 2022 | 2023 |